# Javier López-Galiacho
Javier López-Galiacho Perona (Albacete) es un jurista, profesor universitario, investigador académico, dramaturgo  y escritor español.

## Biografía
Perteneciente a una conocida familia de médicos de Albacete, se licenció en Derecho por la Universidad CEU San Pablo y obtuvo el doctorado en la Universidad Complutense de Madrid.  Es profesor titular de Derecho Civil en la Universidad Rey Juan Carlos, presidente del Consejo Académico de Logalia College y profesor del Instituto de Empresa. Además de jurista, es especialista en responsabilidad corporativa, compliance, buen gobierno corporativo, ética y cumplimiento empresarial, buen gobierno de fundaciones, además de conferenciante.
En noviembre de 2022, entró como académico de número en la Real Academia Europea de Doctores, y leyó su discurso de ingreso "La sostenibilidad y la ética empresarial: de los cuentos a la cuentas", el 8 de abril de 2024 en el Aula Magna de CEU San Pablo.
Ha sido director del Colegio Mayor San Pablo de Madrid y secretario general y jefe de la división de Derecho de la Fundación Cisneros de la Universidad Complutense de Madrid, y fue director del Máster oficial de acceso a la abogacía de la Facultad de Derecho de la Universidad CEU San Pablo, universidad de la que fue también patrono.  
Especialista en buen gobierno de fundaciones y profesor invitado en varios máster y cursos sobre esta materia. 
Gran aficionado a la tauromaquia, preside el Foro Taurino Universitario Mazzantini, entidad que entrega el Premio Nacional Universitario en Tauromaquia, Joaquín Vidal y que promovió la colocación de un azulejo para el torero albacetense, Dámaso González, en el salón de la fama del toreo de la plaza de Las Ventas de Madrid. 
El 10 de septiembre de 2024, dentro de la Feria de Albacete, fue estrenado por la Unión Musical de Albacete un pasodoble que lleva su nombre, "Javier López-Galiacho", compuesto por el maestro Manuel García que dirigió para la ocasión la formación musical. 
Es también el fundador (1994) y presidente de la Asociación de Amigos de los Teatros Históricos de España, también conocida como AMIThE.
Persona muy vinculada a su ciudad natal, lideró el movimiento ciudadano "Amigos del Teatro Circo (1994-2002)" para salvar el Teatro Circo de Albacete (1887). Es autor de una investigación que demuestra que el Teatro Circo de Albacete es el teatro circo operativo más antiguo del mundo. Ha instado a las administraciones e instituciones de Albacete y regionales a solicitar al Gobierno de España que defienda la candidatura del Teatro Circo ante la UNESCO como patrimonio mundial de la Humanidad. 
Mantiene una columna semanal en La Tribuna de Albacete bajo el título de "La Clá". 
Aficionado a la historia, colabora periódicamente en la emisora nacional Onda Cero Radio con el locutor Javier Ruiz en una sección llamada "Un balcón a la historia". 
Tiene en su haber ser designado pregonero de los tres pregones más importantes de su ciudad natal. Ha sido pregonero de la Feria de Albacete (2008) y de su Feria Taurina (2019), por designación en ambas ocasiones del Ayuntamiento de Albacete, y de su Semana Santa (2015) por nominación de la Junta de Cofradías.
También ha sido pregonero de la Feria taurina de la ciudad de Hellín (Albacete).
La Casa de Castilla-La Mancha en Madrid le otorgó el premio castellano manchego del año 2014.
Por su trabajo constante por su ciudad natal, el  Ayuntamiento de Albacete le concedió en el Día de la Ciudad 2022, el título de ciudadano "Distinguido de Albacete". 
En enero de 2025 fue nombrado embajador del Centro de Interpretación de la Virgen de los Llanos de Albacete (CIVILLA), patrona de su ciudad, junto a otros embajadores como Rozalén o Santi Denia. 
Tras escribir su obra dramática  "El lector de Galdós" (Sial, 2024), fue estrenada el 4 de abril de 2025 en el histórico Teatro Circo de Albacete por el actor Manuel Galiana en el papel de Don Benito Pérez Galdós y en el del lector Jesús Ganuza, que encarna al personaje real del actor Pepe López Alonso, bisabuelo paterno de Javier López-Galiacho.

## Publicaciones
Entre sus obras pueden mencionarse La problemática jurídica de la transexualidad (1997), Joaquín Vidal, los toros como excusa para repensar lo español (2010) o De frente, en corto y por derecho (2014), y una larga lista de trabajos de investigación en el campo del Derecho civil, buen gobierno corporativo y de las fundaciones, y ética empresarial.
En el año 2024, López-Galiacho publicó su obra "El lector de Galdós" (Sial), dedicada y escrita para el decano de los actores Manuel Galiana. Javier López-Galiacho imagina el encuentro entre un Galdós en el ultimo año de su vida (1919), ciego y enfermo, y su lector personal el actor José López Alonso, bisabuelo de Galiacho.